# Yongch'ŏn-gun
Yongch'ŏn-gun (koreanska: 룡천군) är en kommun i Nordkorea.   Den ligger i provinsen Norra P'yŏngan, i den västra delen av landet, 150 km nordväst om huvudstaden Pyongyang.